# Эдж (рестлер)
А́дам Джо́зеф Ко́упленд (англ. Adam Joseph Copeland, род. 30 октября 1973, Оринджвилл, Онтарио) — канадский рестлер и актёр. В настоящее время выступает в All Elite Wrestling (AEW) под именем Коуп (англ. Cope). Считается одним из величайших рестлеров всех времён, наиболее известен по работе в WWE, где он выступал под именем Эдж (англ. Edge).
После дебюта в рестлинге в 1992 году Коупленд выступал в различных независимых промоушенах, участвуя в одиночных и командных матчах, в том числе со своим давним другом Кристианом. В 1997 году он подписал контракт World Wrestling Federation (WWF, ныне WWE) и дебютировал на телевидении в 1998 году под именем Эдж. После того, как Эдж стал интерконтинентальным чемпионом WWF в 1999 году, он сформировал команду с Кристианом, и они семь раз выигрывали командное чемпионство WWF. В это время они приобрели известность благодаря участию в матчах со столами, лестницами и стульями. Они считаются одной из главных команд, возродивших командный рестлинг в эпоху Attitude. Эдж расстался с Кристианом в 2001 году и начал успешную сольную карьеру. Он второй рестлер по количеству титулов в истории WWE — 31, рекордные семь раз становился чемпионом мира в тяжелом весе, четыре раза — чемпионом WWE, пять раз — интерконтинентальным чемпионом, один раз — чемпионом Соединённых Штатов, рекордные 12 раз — командным чемпионом мира и дважды — командным чемпионом WWE. Он является 14-м чемпионом Тройной короны и 7-м чемпионом Большого шлема. Он выиграл турнир King of the Ring в 2001 году, матч Money in the Bank в 2005 году и матч «Королевская битва» в 2010 году, став первым рестлером, которому удалось добиться всех трёх побед.
Эдж закончил карьеру в 2011 году из-за нескольких травм шеи, а в следующем году был введен в Зал славы WWE. Через девять лет он вернулся в рестлинг в качестве неожиданного участника матча «Королевская битва» 2020 года и выиграл его в следующем году, став восьмым человеком, дважды выигравшим «Королевскую битву», третьим, выигравшим его в качестве первого участника, и первым, выигравшим его после введения в Зал славы WWE. Он был хедлайнером многих PPV-шоу WWE, включая WrestleMania XXIV и WrestleMania 37, и является одним из самых частых PPV-исполнителей компании.
Также известен ролями в фильме «Горец: Конец игры» и телесериалах «Хейвен» и «Викинги».

## Ранняя жизнь
Адам Джозеф Коупленд родился 30 октября 1973 года в сельском городке Оранджвилл, Онтарио, в 50 милях к северо-западу от Торонто, он сын Джуди Линн Коупленд (2 января 1953 — 27 ноября 2018), матери-одиночки, которая работала на двух работах, чтобы содержать сына. Коупленд заявил, что никогда не встречал и не видел фотографии своего отца. Он заинтересовался рестлингом в раннем возрасте, среди его любимых рестлеров были Мистер Совершенство, Рэнди Сэвидж, Халк Хоган, Рики Стимбот, Шон Майклз и Брет Харт. В 10 лет он познакомился с будущим рестлером Джейсоном Резо в Оранджвилле, и они ездили в «Мейпл Лиф-гарденс» в Торонто смотреть на своих любимых рестлеров, а в 16 лет Коупленд посетил WrestleMania VI, сидя в одиннадцатом ряду у ринга. Он болел за чемпиона мира WWF в тяжелом весе Халка Хогана против Последнего воина и считает, что именно этот матч помог ему понять, что он хочет стать рестлером. Когда ему было 17 лет, он выиграл конкурс эссе в местном спортзале, и его призом стали бесплатные тренировки по рестлингу с Сладким Папочкой Сики и Роном Хатчисоном в Торонто. Он отложил свои стремления к рестлингу, чтобы помочь оплатить счета. Он работал на многочисленных работах, а затем посещал колледж Хамбер, который окончил со степенью в области радиовещания, после чего прошёл обучение рестлингу.

## Карьера в рестлинге

### Ранняя карьера (1992—1995)
Во время обучения Коупленд тренировался один будний день и все выходные. Тренировочный ринг школы представлял собой боксерский ринг размером 3,6 на 4,2 м с более жестким матом, чем на обычном ринге для рестинга. Потолок над ним был низким, с открытыми трубами, что не позволяло выполнять упражнения на канате. Позднее Коупленд признал, что такие условия заставили его тренироваться и совершенствовать свою технику борьбу на мате. Среди его одноклассников были Джонни Свингер, Джо И. Легенда и Роб Этчеверрия.
Коупленд дебютировал в рестлинге в День Канады 1992 года на стадионе «Монарх Парк» в Торонто. На протяжении 1990-х годов Коупленд выступал на независимой сцене в Онтарио и в районе Великих озёр в США под именем Секстон Хардкасл. Вместе с Джо И. Легендой он вошел в состав команды «Секс и насилие». В середине 1990-х годов он выступал под именем Адам Импакт в промоушене Тони Конделло в Виннипеге. В 1997 году «Секс и насилие» стала частью более крупной команды под названием «Головорезы», в которую вошли Кристиан Кейдж, Закк Уайлд, Билл Скуллион и Райно Ричардс. Во время своей независимой карьеры он дважды выигрывал титул командного чемпиона MWCW вместе с Легендой.
Дуэт Хардкасла и Кейджа был известен под названием «Жесткий удар», а затем сменил название на «Блондины-самоубийцы». Они также выступали в Японии под названием «Канадские рокеры». Коупленд также недолго выступал под именем Дамиан Страйкер (на экране его представляли как Деймона Страйкера, что оспаривал Эдж в 2021 году) против Менга на одном из эпизодов WCW Pro в феврале 1996 года. Летом 1995 года он работал на шоу в Аяксе, Онтарио, где за ним наблюдал бизнес-менеджер Брета Харта Карл Де Марко. Впечатленный, он предложил Коупленду отправить запись с прослушиванием в World Wrestling Federation (WWF). Коупленд не получил ответа от WWF, но некоторое время спустя Де Марко был назначен президентом WWF в Канеде и сказал Коупленду, что он оставит ему рекомендацию.

### World Wrestling Federation/Entertainment/WWE (1996–2023)

#### Ранние годы (1996—1998)
10 мая 1996 года Коупленд заменил противника Боба Холли в матче открытия домашнего шоу WWF в Гамильтоне, Онтарио.
В 1996 году Коупленд сначала зарабатывал 210 долларов в неделю, работая на WWF без официального контракта. Компания также оплачивала его долг за колледж, который составлял около 40 000 долларов. После тура Grand Prix Wrestling летом 1997 года Де Марко предложил Коупленду поехать в Калгари, где Харт неофициально тренировал рестлеров, восстанавливаясь после операции на колене. Он потратил заработанные в туре деньги на билет на самолёт и приземлился без денег и жилья. Он позвонил Джонни Смиту, с которым встречался дважды, и Смит согласился дать ему еду и жильё. Смит также возил Коупленда в спортзал и из спортзала в дом Харта, где он тренировался вместе с Кеном Шемроком, Тестом, Марком Генри и Курганом. Коупленд вернулся в Приморские провинции для участия в очередном туре Grand Prix Wrestling а затем снова отправился в дом Харта, взяв с собой Кристиана. После этого лагеря Харт был достаточно впечатлен, чтобы рекомендовать их в WWF.
Коупленд получил контракт на развитие с WWF в 1997 году. В День памяти 1997 года в Корнуолле, Онтарио, в своем первом матче после обучения он встретился с Кристианом Кейджем и победил его на записи Shotgun; этот матч был включен в ретроспективу 2008 года Edge: A Decade of Decadence. После завершения обучения Коупленд дебютировал на телевидении WWF 22 июня 1998 года в эпизоде Raw в роли Эджа, одиночки, который выходил на арену через толпу на свои матчи. Этому предшествовали недели виньеток этого персонажа, в которых он бесцельно слонялся по темным городским улицам и нападал на невинных пешеходов. Коупленд взял имя Эдж в честь радиостанции в Олбани.
Первый телевизионный матч Эджа был против Хосе Эстрады-младшего, который закончился преждевременным отсчётом, когда Эдж выполнил прыжок за пределы ринга, травмировав шею Эстрады. В своем первом матче на SummerSlam в августе, он выступал в качестве таинственного партнера Сейбл в матче против Жаклин и Марка Меро. На шоу Breakdown: In Your House Эдж встретился с Оуэном Хартом и потерпел поражение. На выпуске Sunday Night Heat от 11 октября Эдж победил Вейдера в последнем матче Вейдера на телеэкранах WWF, а на Capital Carnage Эдж встретился с Тигром Али Сингхом, но проиграл.

#### Команда с Кристианом (1998—2001)

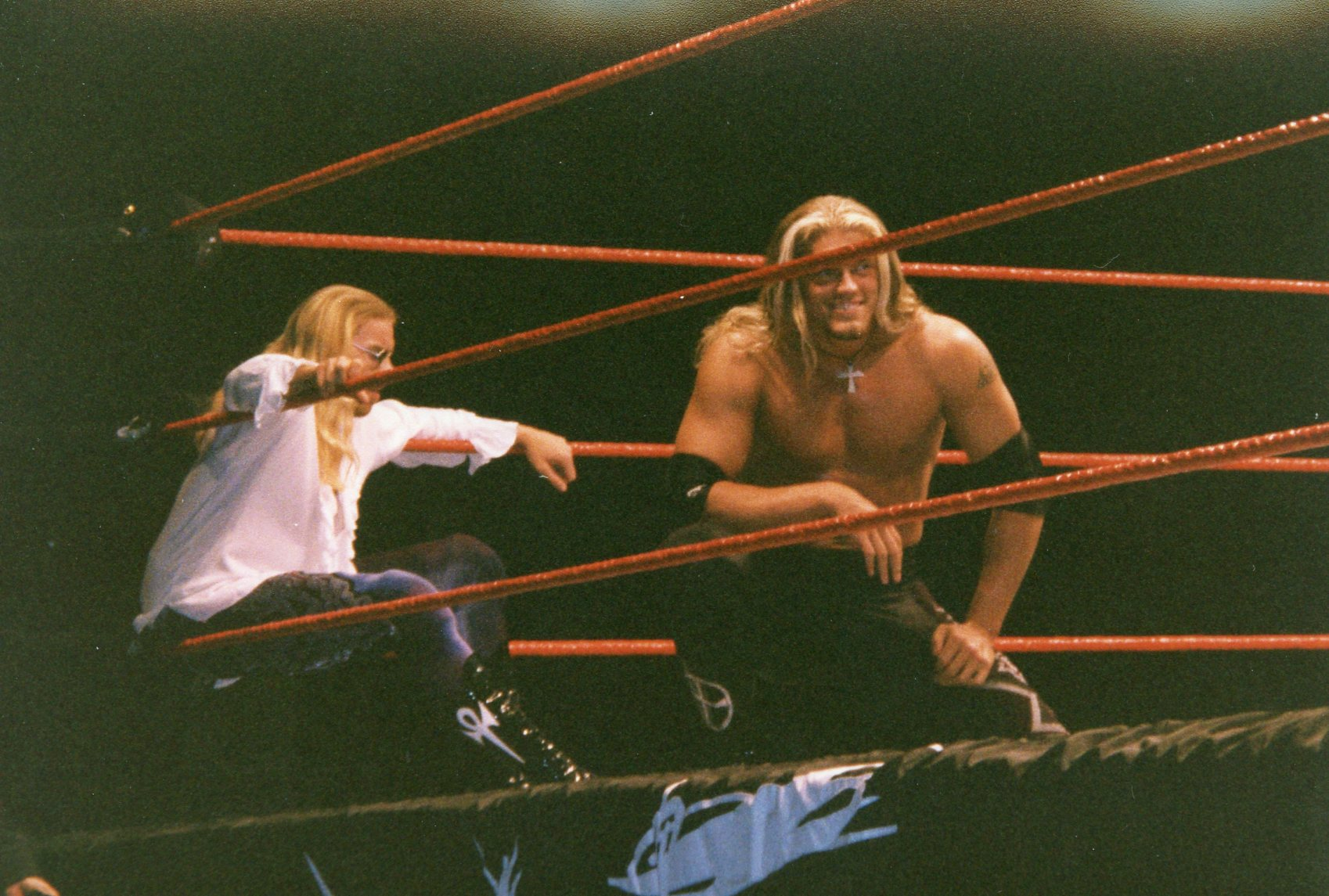
Эдж (справа) с Кристианом в костюмах «Выводка», которые они использовали вместе с готическими символами

Затем Эдж вступил во вражду с рестлером в образе вампира Гангрелом. Во время этой вражды Гангрел представил Кристиана, сюжетного брата Эджа, в качестве своего союзника. В конце концов Гангрел и Кристиан убедили Эджа присоединиться к ним, и они втроем образовали альянс, известный как «Выводок». На шоу Rock Bottom: In Your House, «Выводок» победили The J.O.B. Squad в матче команд из шести человек. На Royal Rumble Эдж участвовал в матче «Королевская битва» и был выброшен Роуд Доггом. Позднее «Выводок» были похищены и превращены в «Служение тьмы» Гробовщика. В мае 1999 года «Выводок» отделился от «Служения» после того, как на Кристиана напал Кен Шемрок и заставил его раскрыть местонахождение плененной Стефани Макмэн. Гробовщик решил наказать Кристиана за его нарушение, но Эдж и Гангрел поддержали его и предали Гробовщика, что привело к короткой вражде со «Служением». На Backlash: In Your House «Выводок» столкнулся с членами «Служения» Брэдшоу, Фааруком и Мидеоном, но проиграл. На King of the Ring «Братья Харди» победили Эджа и Кристиана в матче за звание первых претендентов на титул командных чемпионов WWF, после того как их первый матч на Sunday Night Heat закончился безрезультатно.
Эдж завоевал свой первый одиночный титул интерконтинентального чемпиона WWF 24 июля 1999 года, победив Джеффа Джарретта на домашнем шоу в Торонто, Онтарио. Интересно, что матч не был запланирован таким образом. Эдж объяснил в интервью Loudwire в 2021 году: «Во время матча мы сделали так, что я удержал [Джеффа Джарретта], и толпа подумала, что я победил, а потом они собирались отменить это, но тут вышел Джек Ланза, который в то время был дорожным агентом, и сказал: „Иди и возьми свой пояс“. Я сказал: „Что?“. Мы устроили прослушивание!».

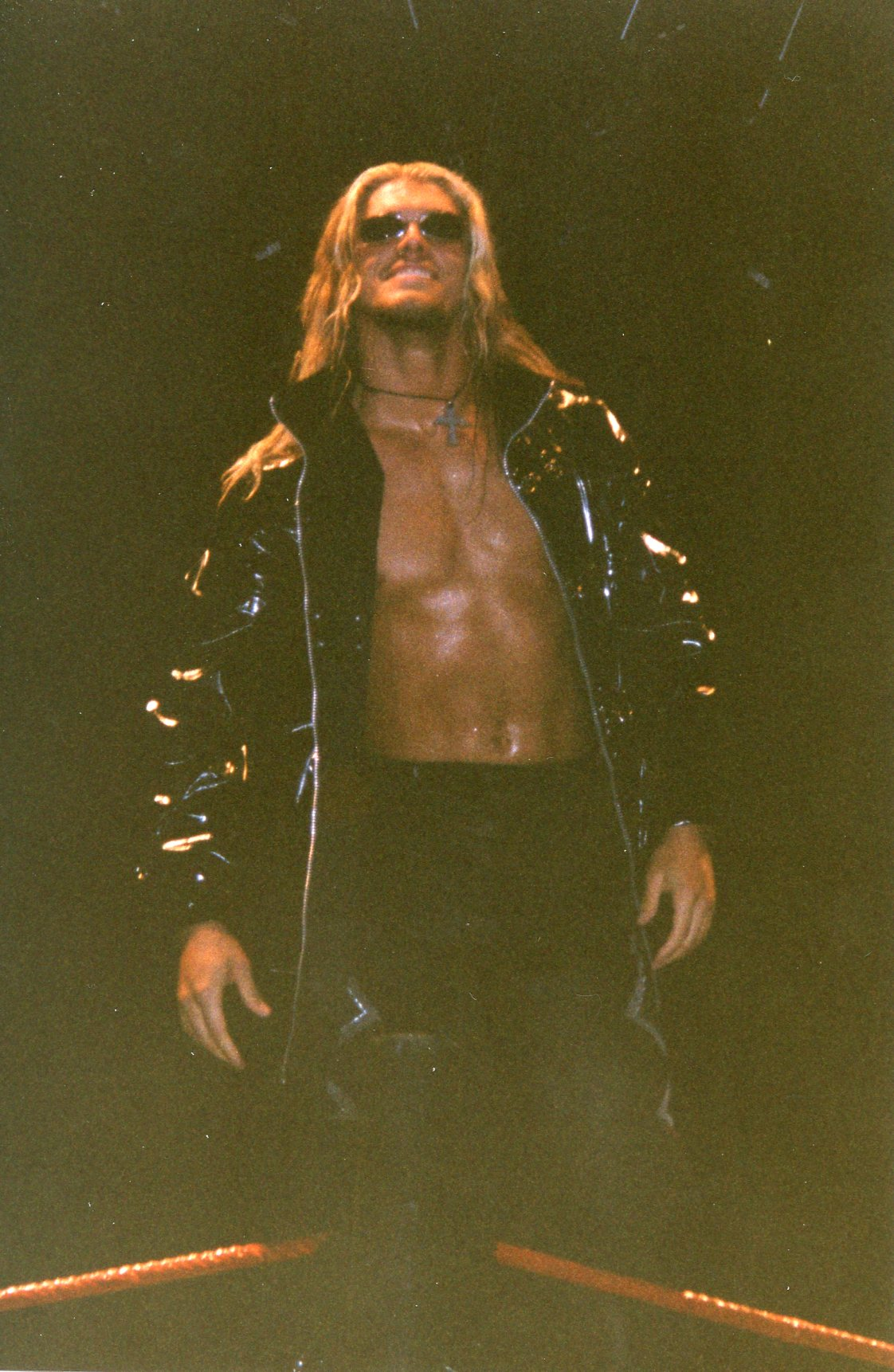
Эдж в 1999 году

На следующий вечер он проиграл титул Джарретту на Fully Loaded. На SummerSlam Эдж и Кристиан участвовали в матче «Переполох команд», где они выбили три команды: «Братьев Харди», Мидеона и Висцеру, Дроза и Принца Альберта, после чего их выбили из матча «Аколиты». На Unforgiven Эдж и Кристиан встретились с «Изгоями нового века» за титул комнадных чемпионов WWF, но не смогли завоевать титулы.
Позже в том же году он был включен в сюжетную линию с «Братьями Харди». Вскоре Гангрел предал Эджа и Кристиана и создал группу «Новый выводок» с их врагами, Харди. Они враждовали с «Братьями Харди», в октябре на No Mercy они состязались в матче с лестницами за менеджерские услуги Терри Раннелс и 100 000 долларов, который выиграли Харди. Матч был высоко оценен и назван различными рецензентами матчем года. На Survivor Series Эдж и Кристиан и «Братья Харди» встретились с Too Cool и «Кузенами Холли» в матче на выбывание Survivor Series, который они проиграли. На Armageddon Эдж и Кристиан участвовали в королевской битве 8 команд, которую выиграли «Аколиты». На Royal Rumble Эдж участвовал в «Королевской битве», где его выбросили Эл Сноу и Вэл Венис. На No Way Out Эдж и Кристиан победили «Братьев Харди» в командном матче, чтобы определить первого претендента на титул командных чемпионов WWF. На WrestleMania 2000 2 апреля Эдж и Кристиан победили «Братьев Харди» и «Братьев Дадли» и выиграли командные WWF в тройном матче с лестницами, что в конечном итоге привело к созданию матча со столами, лестницами и стульями.

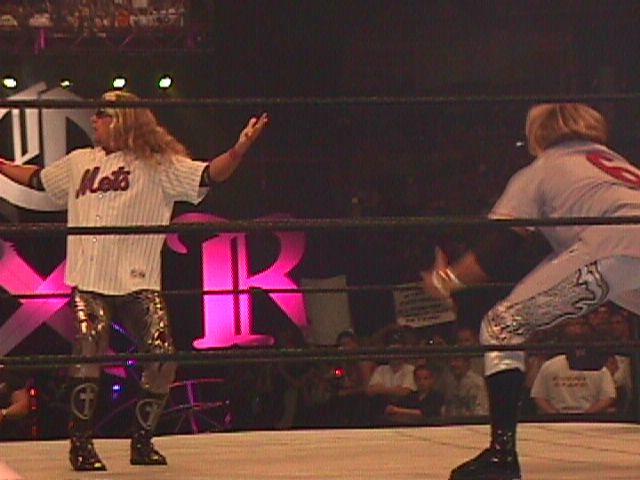
Эдж (слева) и Кристиан исполняют свою «пятисекундную позу»

После этой победы Эдж и Кристиан добились успеха в качестве дуэта хилов, выиграв командное чемпионство WWF ещё шесть раз. В это время их визитной карточкой стала «пятисекундная поза», когда они в течение пяти секунд позировали на ринге «в интересах тех, у кого есть фотоаппарат», чтобы насмешить, оскорбить или иным образом позабавить фанатов. На Backlash Эдж и Кристиан победили D-Generation X и сохранили титулы. На Judgment Day Эдж, Кристиан и Курт Энгл проиграли в матче команд из шести человке Рикиши и Too Cool. Вскоре после этого они уступили титулы Too Cool, но вернули их в матче на King of the Ring. На Fully Loaded они защищали титулы против The Acolytes Protection Agency, где их дисквалифицировали, но они сохранили титулы. После сохранения титулов на SummerSlam, на Unforgiven Эдж и Кристиан защитили титулы против «Братьев Харди» в матче в стальной клетке, где они потеряли титулы и не получили ещё одного шанса на титул. На No Mercy Эдж и Кристиан под маской «Конкистадоров» победили Харди и завоевали титулы. На следующий вечер на Raw Харди, переодетые в «Конкистадоров», победили Эджа в матче с гандикапом и вернули себе титул командных чемпионов WWF.
На Survivor Series Эдж и Кристиан объединились с членами Right to Censor Быком Бьюкененом и Папочкой в матче на выбывание Survivor Series, где они проиграли «Братьям Дадли» и «Братьям Харди». На Armageddon они вернули себе командное чемпионство, но через восемь дней проиграли его Скале и Гробовщику. Они вернули их через три дня на SmackDown! благодаря специально приглашенному рефери Курту Энглу. Во время выступления Эджа и Кристиана в качестве команды, они в первых трех матчах TLC, выиграв первые два, на SummerSlam в 2000 году, а затем на WrestleMania X-Seven. На Royal Rumble Эдж и Кристиан потерпели поражение от «Братьев Дадли» и потеряли титул чемпиона. Они безуспешно пытались вернуть титул чемпиона на No Way Out против «Братьев Дадли» и «Братьев Разрушения». На Judgment Day Эдж и Кристиан участвовали в матче «Переполох команд», который выиграли Крис Джерико и Крис Бенуа.

#### Чемпионские титулы и различные противостояния (2001—2003)
Эдж утвердился в качестве начинающего одиночного рестлера, выиграв турнир «Король ринга» в 2001 году и став лицом WWF во время сюжетной линии «Вторжение». Вскоре после этого Кристиан предал Эджа, и они поссорились из-за титула интерконтинентального чемпиона WWF Эджа (который он выиграл на SummerSlam), который он проиграл Кристиану на Unforgiven, хотя позже Эдж вернул титул в матче с лестницами на No Mercy. После этого Эдж проиграл интерконтинентальное чемпионство Тесту на Raw 5 ноября, а вскоре после этого выиграл титул чемпиона Соединенных Штатов WCW у Курта Энгла на Raw 12 ноября. Эдж победил Теста на Survivor Series, объединив интерконтинентальное чемпионство с титулом чемпиона Соединенных Штатов WCW. После этого Эдж вступил во вражду с Уильямом Ригалом за интерконтинентальное чемпионство. Эдж сначала победил Ригала на Vengeance и сохранил титул чемпиона: однако в новом году он потерпел поражение, уступив титул Ригалу на Royal Rumble, а затем потерпел поражение в матче-реванше с на No Way Out в матче «Кастет на шесте». На WrestleMania X8 Эдж оказался в матче с Букером Ти, который стал результатом того, что Эдж опередил Букера в возможности рекламировать вымышленный японский шампунь. Вскоре после победы над Букером на WrestleMania Эдж был призван на бренд SmackDown! в первой драфт-лотерее WWF. В это время Эдж также получил песню Never Gonna Stop Роба Зомби в качестве своей новой музыкальной темы.
Прибыв на SmackDown!, Эдж начал вражду с Куртом Энглом. На Backlash Энгл победил Эджа, что впоследствии вылилось в то, что Эдж побрил голову Энгла после матча «Волосы против волос» на Judgment Day в мае. В эпизоде SmackDown! 30 мая Эдж победил Энгла в матче в стальной клетке, чтобы положить конец вражде. В матче Эдж повредил руку и был вынужден выбыть из строя на месяц. Два месяца спустя он выиграл командное чемпионство WWE вместе с Халком Хоганом в эпизоде SmackDown! от 4 июля, победив Билли и Чака. Эдж и Хоган проиграли титулы на шоу Vengeance команде «Неамериканцы» (Лэнс Шторм и Кристиан), а на SummerSlam Эдж победил Эдди Герреро, после чего проиграл Герреро на Unforgiven. Они встретились в последний раз несколько дней спустя на SmackDown! в матче без дисквалификации, где Эдж победил, завершив вражду. Затем он сформировал команду с Реем Мистерио, и они приняли участие в турнире за недавно созданный и эксклюзивный для SmackDown! титул командных чемпионов WWE. В финале турнира на No Mercy они проиграли Курту Энглу и Крису Бенуа; этот матч был признан матчем года по версии Wrestling Observer Newsletter'. После того, как им не удалось завоевать титулы, Мистерио и Эдж победили «Лос Геррерос» в матче претендентов номер один на эпизоде SmackDown! 24 октября, чтобы получить шанс на титул. На шоу Rebellion Эдж встретился с Броком Леснаром и Полом Хейманом в матче за титул чемпиона WWE, в котором Леснар сохранил титул после того, как Леснар удержал Эджа. В эпизоде SmackDown! от 7 ноября они победили Энгла и Бенуа в матче «два удержания из трёх» и выиграли командное чемпионство WWE. Вскоре на Survivor Series они уступили титулы «Лос Геррерос» в тройном матче на выбывание, в котором также участвовали бывшие чемпионы Энгл и Бенуа.
После потери титула Эдж и Мистерио разошлись, чтобы сосредоточиться на своей одиночной карьере. На Royal Rumble 19 января 2003 года Эдж участвовал в матче «Королевская битва», где его выбросил Крис Джерико. После этого Эдж объединился с Крисом Бенуа и выступил против «Команды Энгла» в серии одиночных и командных матчей. Перед No Way Out Эдж получил серьёзную травму шеи, из-за которой он не смог принять участие в запланированном матче. Травма была получена в результате удара о закрытую лестницу на выпуске SmackDown! от 26 сентября 2002 года во время матча с Эдди Герреро, который затем провёл «Прыжок лягушки», когда Эдж все ещё лежал на лестнице. В последующие месяцы его руки немели все больше и больше, прежде чем он решился на операцию, так как боль постепенно усиливалась, и он не хотел рисковать, опасно уронив соперника из-за онемевших рук. На No Way Out 23 февраля Эдж был снят с телевидения в результате нападения за кулисами. После этого он перенес операцию у доктора Ллойда Янгблада и был выбыл из строя более чем на год.

#### Стремление к чемпионству мира (2004—2005)
22 марта 2004 года Эдж был призван на бренд Raw в ходе драфт-лотерии WWE 2004 года, где он напал на Эрика Бишоффа и вскоре после этого события вернулся на ринг. На Backlash Эдж победил Кейна, а 19 апреля на Raw он и чемпион мира в тяжелом весе Крис Бенуа выиграли командное чемпионство мира у Батисты и Рика Флэра. Они продолжали тесное сотрудничество даже после потери титула; на шоу Bad Blood Эдж и Бенуа победили «Сопротивление» в матче за титул командных чемпионов мира по дисквалификации, но не получили титулы. Команда распалась, когда Эдж выиграл титул интерконтинентального чемпиона WWE на Vengeance, победив Рэнди Ортона, и стал пятикратным интерконтинентальным чемпионом. На SummerSlam Эдж победил Криса Джерико и Батисту и сохранил интерконтинентальное чемпионство. После травмы паха, полученной в нетелевизионном матче, генеральный менеджер Raw Эрик Бишофф лишил Эджа титула интерконтинентального чемпиона в эпизоде Raw от 6 сентября.
Вскоре, Эдж, вместе с Крисом Бенуа и Шоном Майклзом получают возможность драться за титул чемпиона мира в тяжелом весе, Triple H. Но поскольку, Майклз выигрывает в народном голосовании, именно он становится претендентом, что не устраивает Эджа. У Эджа и Бенуа остается «тайтл шот» лишь на командные пояса.
Позднее, на PPV Taboo Tuesday (2004) во время матча за командные пояса, Эдж бросает Бенуа и тому приходится выигрывать титулы в одиночку. Вместо этого Эдж в тот же день мешает Майклзу во время главного события, тем самым лишая его чемпионства. Уже 1 ноября на Raw, Эдж и Бенуа теряют титулы чемпионов. Во время матча Эдж подставляет Бенуа, сидя на стуле за рингом и просто ожидая когда бой закончится. После этого за кулисами Эдж атакует Бенуа, окончательно становясь хиллом.
В ноябре на Raw, Бенуа и Эдж, дерутся за претендентство за титул чемпиона Мира в battle royal но выкидывают друг друга. В итоге, через некоторое время, назначают матч тройной угрозы за Чемпионство Мира, Triple H. Во время матча, Бенуа использует болевой прием на Эдже, но Эджу удается перевернутся, тем самым укладывая Бенуа на лопатки, но матч заканчивается ничьей, поскольку Эдж во время отчета сдается, так как Бенуа удерживал его болевым приемом. В результате, титул Чемпиона Мира в Тяжелом весе стал Вакантным.
В Январе 2005, на New Year’s Revolution, Эдж дрался в своем первом Elimination Chamber матче, за вакантный титул Чемпиона Мира. Шон Майклз (специальный рефери в матче) провел Суперкик на Эдже, после того как Эдж случайно задел Шона Гарпуном. Позже, это привело к матчу между ними, на Royal Rumble, в котором победил Эдж.

#### Чемпион WWE (2005—2006)

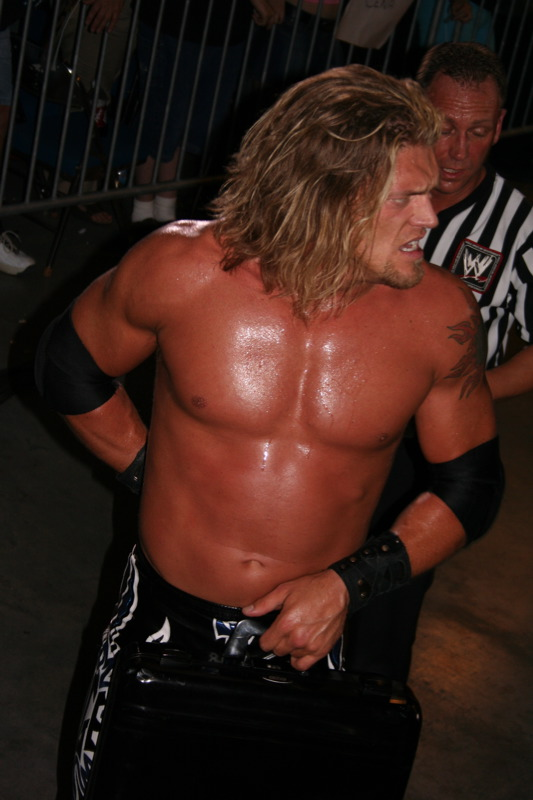
Эдж с чемоданчиком Деньги в Банке

На WrestleMania XXI Эдж выиграл впервые проводившийся Матч с лестницами Деньги в Банке. Согласно правилам битвы, победитель получает кейс, в котором находится контракт с WWE на 1 год, так же владельцу кейса даётся возможность в любой момент, в любое время сразиться за титул Чемпиона WWE или титул Чемпиона мира в тяжёлом весе.
В 2005-ом году Эдж был раскритикован фанатами WWE, за то что он «увёл» у своего друга (в реальной жизни) Мэтта Харди его девушку — рестлершу Литу с которой Мэтт встречался 6 лет. Этот поступок выглядит ещё более циничным, если учесть, что Адам за два месяца до этого женился. Роман Эджа и Литы они решили вынести и на ринг, таким образом даже в WWE Эдж и Лита выходили вместе.
После этого произошло ещё одно неожиданное событие. В одном из выпусков Raw, после поединка между Эджом и Кейном, на ринг вышел Мэтт Харди и высказал Эджу всё что он о нём думает. Кроме того он обращался к нему не сценическим псевдонимом Edge, а называл его реальным именем — Адам. После этого фанаты WWE решили что Мэтт вышел из сценического образа и что этот инцидент был настоящим, а не спланированным сценарием. Но на деле всё оказалось не так, данная перепалка, как позже выяснилось, была спланирована WWE. В жизни же, конфликт Адама и Мэтта прошёл более спокойно.
Тем не менее В WWE решили что данное событие — хорошая причина для фьюда между этими двумя рестлерами. На PPV SummerSlam 2005, Эдж победил Мэтта, при этом ещё и нанеся ему травму. Но затем они встретились снова и это уже был поединок по правилам Уличная битва. В том матче Мэтт и Эдж упали с высокой платформы прямо на электрооборудование. В итоге обоих рестлеров увезли на машине скорой помощи. На шоу Непрощённый 2005 между ними состоялся третий поединок, где уже Мэтт наконец-то отомстил Эджу, произведя на нём легдроп прямо с верхушки стальной клетки. Но даже и на этом их вражда не закончилась, для того что бы решить разногласия рестлеров, было решено провести поединок, где проигравший уходит из арены Raw. В том поединке победил Эдж, а Мэтт покинул арену Raw и обосновался на арене SmackDown!
Вскоре Эдж получил травму. Во время реабилитации он начал вести скандальную программу «The Cutting Edge». А в WWE Адаму дали прозвище «Rated-R Superstar».

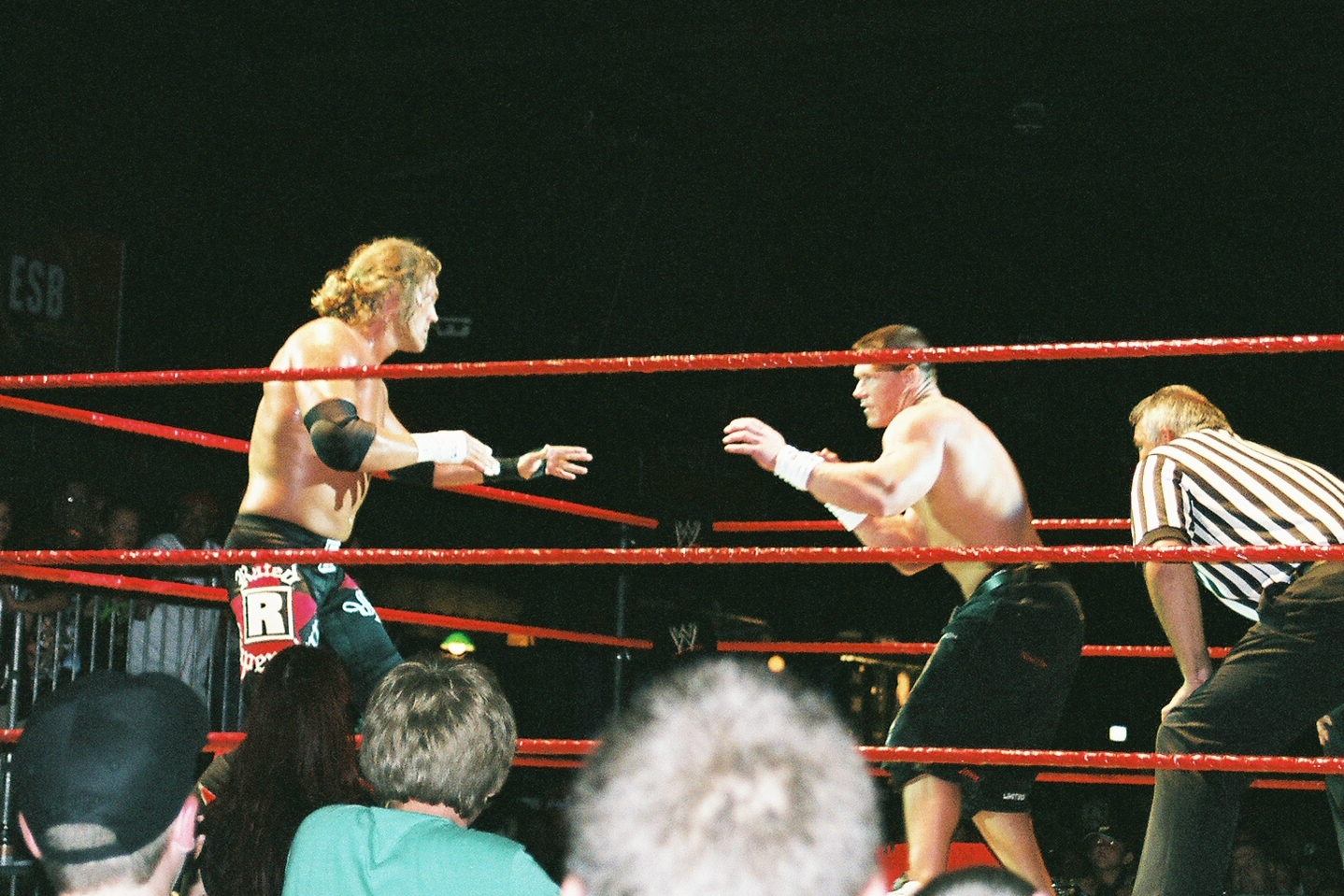
Эдж против Джона Сины на хаус-шоу.

На PPV New Year's Revolution 2006 Эдж не смог выиграть (по дисквалификации) у Рика Флэра титул Интерконтинентального чемпиона (при этом не стоит забывать, что на тот момент у Эджа ещё находился в руках кейс Деньги в банке, с которым Эдж почти целый год носился в WWE). На этом же шоу Джон Сина успешно защитил свой титул Чемпиона WWE в поединке против Курта Энгла, Карлито, Криса Мастерса, Шона Майклза и Кейна. Но сразу после победы Сины вышли Эдж, Лита и Винс МакМэхон. Мистер МакМэхон заявил, что Эдж использует свой кейс. Адам вышел на ринг, без труда победил измотанного Сину и впервые стал чемпионом WWE. Кроме этого Эдж так же стал Чемпионом тройной короны. Это событие он решил отметить очень уникальным способом. Эдж заявил, что на очередном выпуске Raw он прямо на ринге займётся сексом со своей подругой Литой. Как выяснилось, его слова не разошлись с делом, на следующим выпуске Raw на ринг поместили кровать. Эдж с Литой залезли под одеяло, где они весьма артистично изображали занятие сексом. Данный выпуск Raw получил наибольшие рейтинги в истории этого шоу. Три недели спустя, на Королевской Битве, Эдж проиграл титул чемпиона WWE, Джону Сине.
В своих поражениях, Эдж обвинил Мика Фоли (который был специальным приглашенным судьёй в одном из матчей с Синой). Это вылилось в Хардкорный матч между ними, на WrestleMania 22, в котором победу одержал Эдж, проведя гарпун на горящий стол.
После вражды с Миком Фоли, Эдж включается в гонку за Чемпионство WWE, становясь претендентом на пояс Сины. Но на PPV Backlash, в матче «тройной угрозы», Сине удается защитить свой титул, проведя удержание на Triple H. У Эджа вновь разгорается вражда с Миком Фоли, но в матче «тройной угрозы», в котором принял участие Томми Дример. Фоли, с помощью Эджа, побеждает своего друга Томми Дриммера, и тем самым предает его. Эдж и Фоли аргументируют своё объединение тем, что, после их матча на WrestleMania именно они являются «настоящими» хардкорными чемпионами. В июне на One Night Stand, Эдж, Фоли и Лита побеждают Дриммера, Терри Фанка и Тринити в командном матче по экстремальным правилам.
Через несколько недель на Raw, Эдж в Матче за титул, побеждает чемпиона WWE Роба Ван Дама, тем самым выигрывая WWE титул во второй раз. Именно Эдж, помог Робу Ван Даму, выиграть чемпионство у Джона Сины. На PPV Unforgiven в Торонто (в своём родном городе), проигрывает титул чемпиона WWE Джону Сине, в матче TLC.

#### Rated-RKO (2006—2007)
2 Октября, 2006 на Raw, вмешательство D-Generation X (Triple H и Шона Майклза) в матч «Последний шанс» между Эджом и Джоном Синой за WWE Чемпионство в Железной Клетке, привело Эджа к вражде с DX и создании группировки с Рэнди Ортоном, Rated-RKO. В команде они быстро взобрались на вершину командного дивизиона, став первыми кто победил восстановленное DX. Вскоре они выиграли и Командное Чемпионство на Raw.
После своих побед Rated-RKO, начали провоцировать DX на новый поединок, различными способами, они даже избили Рика Флэра железными стульями. В итоге на New Year's Revolution (2007) была назначена защита титула Rated-RKO от DX, матч начался без гонга и выкатился за пределы ринга, и только когда обе команды оказались на ринге, рефери дал гонг о начале, правда бой к тому моменту уже перерос в бойню. В итоге никто не победил, а Triple H сильно травмировал колено, но сумел провести Pedigree Эджу на комментаторский стол.
Пока Triple H восстанавливался, Rated-RKO постоянно нападали на Майклза, который остался один. Майклзу удалось помешать Ортону и Эджу выиграть Королевскую Битву 2007 и он получил шанс бороться за титулы Командных Чемпионов. Но поскольку Triple H ещё не восстановился, Шон объединился с Джоном Синой. На следующем Raw после Royal Rumble, Rated-RKO проиграли свои пояса Джону Сине и НВК. Вскоре Эдж и Ортон начали спорить относительно претендентства на титул Чемпиона WWE, и на этом их союз распался

#### «Ла Фамилиа» (2007—2009)

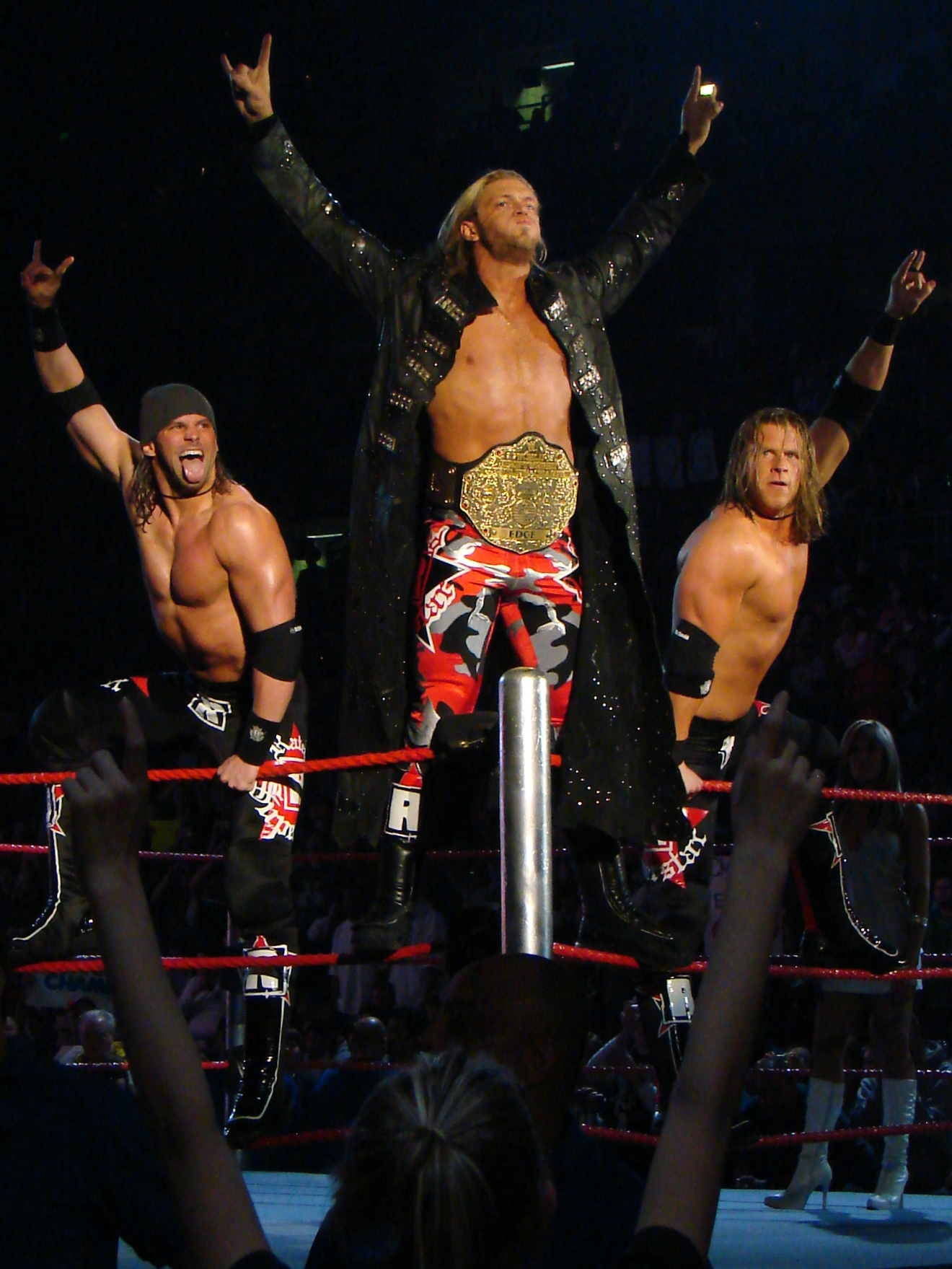
Эдж со своими телохранителями (Зак Райдер и Курт Хоукинс).

1 апреля 2007 года Эдж принял участие в матче Money in the Bank на WrestleMania 23, где получил травму после того, как на него с 10 футов приемом Whisper of the Wind прыгнул Джефф Харди. 7 мая на Raw 2007 года, у Эджа развязалась борьба с победителем 2007 Money in the Bank, Мр. Кеннеди. Это привело к матчу между ними, в котором Мр. Кеннеди проиграл контракт Деньги в Банке. Эдж стал первым человеком который выиграл кейс дважды (на Wrestlemania XXV его достижение повторил СМ Панк), при этом первым, кто выиграл контракт не в матче с Лестницами.
11 мая на Эпизоде SmackDown!, мейн ивентом был назначен бой, в котором Чемпион Мира в Тяжелом весе, Гробовщик, защищал свой титул против Батисты, внутри железной клетки. Матч закончился ничьей, оба рестлера выбираясь из клетки, одновременно коснулись ногами пола. После этого, на уже побитого Гробовщика напал Марк Хенри. Эдж воспользовался моментом и использовал контракт Деньги в Банке. После третьего Spear, Гробовщик уже не смог подняться, Эдж стал Чемпионом. В результате этой победы он стал частью бренда SmackDown! У Эджа началась вражда с Батистой. он успешно защищал свой титул, на PPV Judgment Day, далее он побеждал Батисту в Железной клетке и даже в третий раз он победил, в матче последний шанс, на PPV Vengeance.
После этого Генеральный Менеджер SmackDown! Теодор Лонг объявил Претендентом на титул чемпиона Мира, Кейна. Вследствие этого Эджу пришлось оставить свой титул, и на некоторое время реслинг, из-за серьёзной травмы, которую он получил во время одного из нападений Кейна.
В ноябре на PPV Survivor Series Эдж вернулся на ринг. А уже на PPV Armagedon, в матче Тройной угрозы (против Гробовщика и Батисты), выиграл титул Чемпиона Мира в Тяжелом весе. После этого Эдж вместе с Чаво Герреро и Вики Герреро и при помощи двух своих телохранителей (Зака Райдера и Курта Хоукинса) создали альянс La Familia, благодаря которому Эдж успешно защищал титул от Гробовщика и Батисты. 22 Января 2008 Эдж помог Чаво выиграть титул Чемпиона ECW у См Панка.

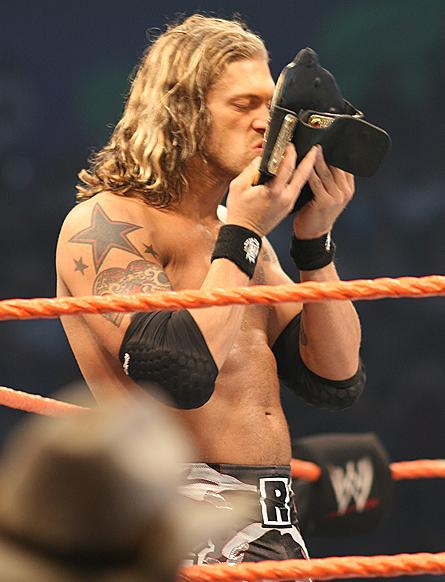
Эдж с титулом чемпиона мира в тяжёлом весе на WrestleMania XXIV против Гробовщика.

На WrestleMania XXIV был назначен бой Эджа против Гробовщика. Несмотря на все старания, Эдж сдался проиграв титул после болевого приема Гробовщика. Эдж проиграл матч-реванш на Backlash. И выиграл титул только на One Night Stand у Гробовщика в матче TLC, где ему помогал Чаво Герреро. На Night of Champions при помощи La Familia успешно защитил титул от Батисты. Через Несколько дней на Raw во время промо Эдж был атакован Батистой. После нескольких минут избиения, на ринг выбежал СМ Панк использовал выигранный им на WrestleMania контракт Деньги в Банке, легко провел GTS, 1-2-3, Эдж лишился титула. Через некоторое время после этого Эдж покинул La Familia после неудачного фьюда с Гробовщиком.
В Ноябре 2008 на PPV Survivor Series Эдж заменил Джеффа Харди, в матче тройной угрозы за чемпионство WWE, в котором принимали участие Triple H (чемпион) и Владимир Козлов. Эдж выиграл пояс удержав Triple H.
Уже через месяц на PPV Armagedon Эдж проиграл титул чемпиона, Джеффу Харди. Но как бы то ни было, уже на Королевской Битве, выиграл матч-реванш и в четвёртый раз стал чемпионом WWEблагодаря вмешательству Мэтта Харди, ошелушившего своего брата металлическим стулом. На No Way Out 2009, Эдж проиграл титул в Elimination Chamber. Но на том же PPV, Кофи Кингстон шёл к рингу, чтобы принять участие в Elimination Chamber матче за Чемпионство мира. Но по пути на него напал Эдж и сильно побил того, заняв его место. И вскоре Эдж стал четырёхкратным Чемпионом Мира в Тяжелом Весе, отстранил последним Рея Мистерио.
Позже он получил право на матч за пояс Чемпиона мира в поединке «Тройная угроза» на WrestleMania, где ещё принимали участие Джон Сина и Биг Шоу. Несмотря на вмешательство Вики Герреро, Джон Сина вернул себе пояс. Но на правах проигравшего чемпиона Запрещенная Суперзвезда получил матч-реванш на Backlash. В матч вмешался Биг Шоу и провел Chokeslam Сине прямо в прожектор, и Коупленд в 5 раз стал Чемпионом мира, повторив рекорд Игрока. На pay-per-view Extreme Rules 2009 новым Чемпионом Мира стал Джефф Харди.
В Июне 2009 Эдж объединился с Крисом Джерико в команду, и вместе с ним выиграл обе пары чемпионских командных поясов (WWE и World). 3 июля, на шоу в Сан-Диего, Эдж получил серьёзную травму и ему вновь пришлось покинуть ринг. Крис Джерико, чтобы не терять чемпионств, объединился в команду с Биг Шоу.

#### Рекордные чемпионства мира в тяжёлом весе (2010—2011)

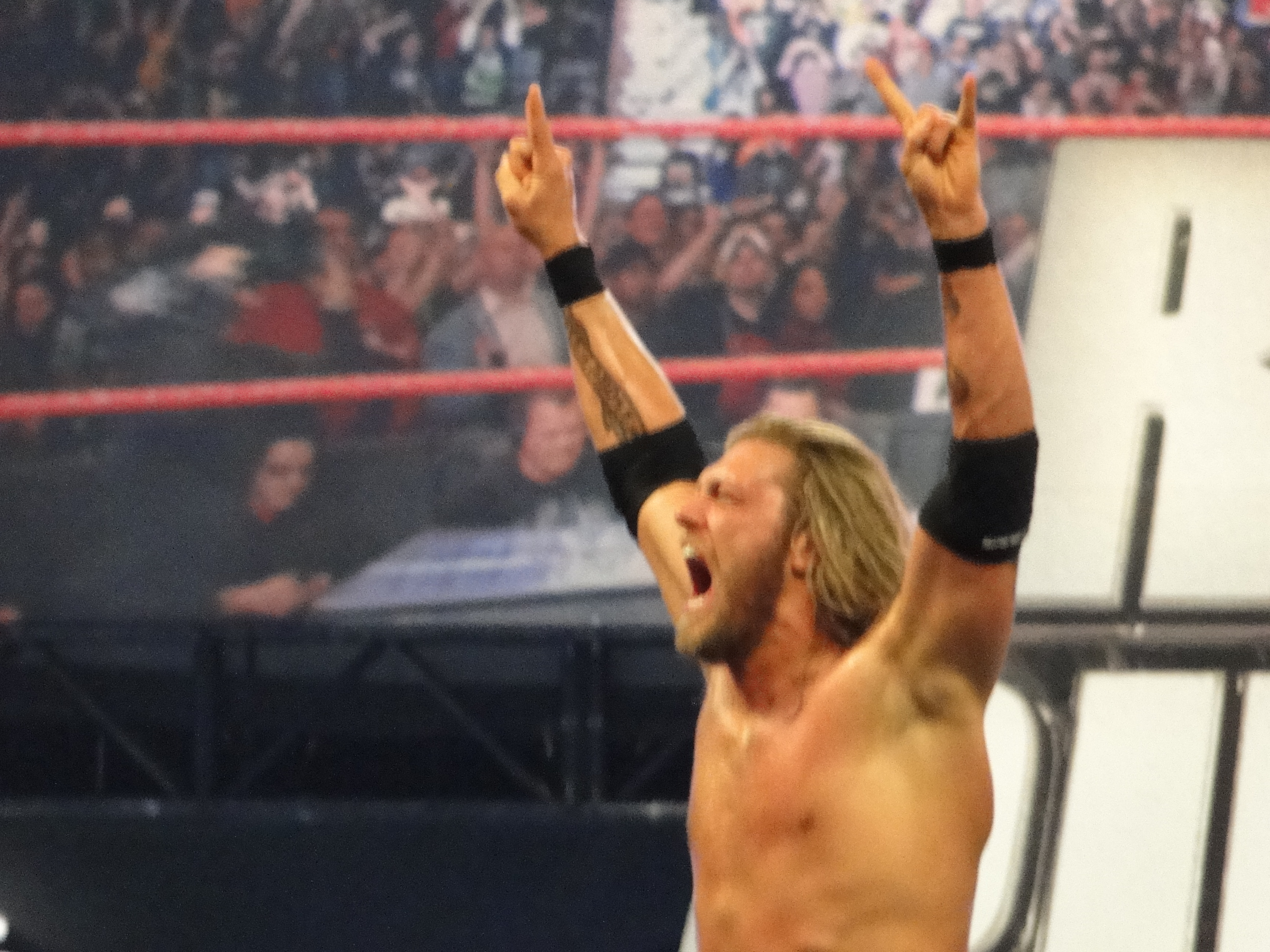
Эдж выиграл Королевскую Битву (2010).

Эдж вернулся 31 января на PPV Royal Rumble 2010 под 29 номером, и выиграл эту Королевскую битву, тем самым забронировав себе место на Wrestlemania 26. Затем у него начался фьюд с Крисом Джерико, который вылился в матч на Wrestlemania с Крисом за World Heawyweight Champion. Матч Эдж проиграл и не смог стать чемпионом мира в тяжёлом весе. Далее он был уже готов отобрать титул чемпиона в тяжелом весе у Джека Свагера, но по отбору он перешёл на арену Raw. В первый день, он загарпунил Рэнди Ортона. После попыток стать чемпионом WWE на Fatal 4 Way, Night of Champions, Эдж выступает на SD, из-за конфликта с генеральным менеджером арены Raw.
Эдж принес кубок Bragging Rights СмекДауну, загарпунив капитана команды Raw Миза. На Survivor Series Эдж бился за чемпионство мира в тяжелом весе против Кейна, в попытке добиться пояса, решил оказать на Кейна психологическое давление, похитив его отца, но вследствие недоразумения отец получил удар именно со стороны сына. Но поединок закончился двойным удержанием, и титул остался у чемпиона.
На WWE TLC, Эдж в шестой раз стал чемпионом мира в тяжелом весе, побив Кейна, Рея Мистерио и Альберто Дель Рио в матче со столами, лестницами и стульями, хотя сначала предполагался матч Кейн против Эджа. Эдж смог защитить свой титул от Кейна в матче «Последний на ногах» на одном из выпусков SmackDown!. В тот же вечер, Зигглер стал претендентом на титул Эджа. За три недели подряд Эдж подвергался внезапным атакам Зигглера, но в последний выпуск СмекДауна он смог дать отпор претенденту в матче два на два, где партнером Эджа был бывший партнер чемпиона в группировки «Rated RKO» Рэнди Ортон. Поскольку генеральный менеджер СмэкДауна! Тедди Лонг был не при делах, Викки Герреро, бывшая сюжетная жена Эджа, и нынешняя девушка Зигглера, она, в пользу претендента, запретила на «Королевской битве» Гарпун от Эджа. Но на самой битве, Эдж победил благодаря Келли Келли, которая вырубила Викки. На двух следующем СмэкДауне! Эдж защитил титул от Зигглера. На шестисотом выпуске СмекДауна! Эдж привел свою команду к победе. Однако, в этот же вечер Эдж был лишен титула чемпиона мира в тяжелом весе временным гм СД Викки Герреро за то, что в прошлом матче против Дольфа Зигглера он использовал «гарпун», хотя тот был запрещен. Также она уволила «Запрещенную суперзвезду». Но в тот же вечер вернулся генеральный менеджер СмэкДауна Тедди Лонг и назначил матч за титул Зигглер против восстановленного Эджа. Эдж выиграл поединок и стал в одиннадцатый раз чемпионом мира, а Зигглера уволили. На PPV Elimination Chamber Эдж защитил титул чемпиона мира в тяжелом весе от Биг Шоу, Уэйда Барретта, Рея Мистерио, Дрю Макинтайра и Кейна. Сразу после поединка на него напал Альберто Дель Рио (победитель «Королевской битвы 2011» и будущий оппонент Эджа на РеслМании) и провел на чемпионе свой болевой прием. На ринг сразу же выбежал старый друг Эджа Кристиан, избил Дель Рио и провел на нём свой финишер. Теодор Лонг запретил атаковать чемпиону и претенденту друг друга на синем бренде, но речи не шло о Raw. Так, после командного боя на красном бренде Эдж и Кристиан подверглись нападению Дель Рио. Оба они были зажаты в армбар. До WrestleMania, Эдж и Кристиан выступали в команде, а последний ещё и бился с Дель Рио на синем бренде в различных матчах. На самом ППВ Эдж и Дель Рио провели напряженный бой в начале шоу. Эдж был дважды зажат в армбар, но Дель Рио, в конце, пал от коронного гарпуна Эджа. Впервые, за три WrestleMania ушёл оттуда с титулом и победой.
На шоу Raw 11 апреля Эдж заявил о завершении карьеры. Причина этого, большое количество травм, которые накопились за всю его карьеру. Они не позволяют продолжать дальнейшую работу в рестлинге. По ранним планам Эджа, он должен был уйти в 2012 году по окончании контракта в WWE.

#### Первое окончание карьеры и Зал славы WWE (2011—2020)
На WWE Extreme Rules (2011) Кристиан победил Дель Рио и выиграл титул, после боя Эдж вышел на ринг и поздравил его. На шоу Summerslam был приглашен Кристианом чтобы помочь ему победить Рэнди Ортона, но Эдж отказался. 16 сентября Эдж появился на SmackDown!, который проходил на его родине в Торонто. Там он провел «The Cutting Edge» с Марком Генри и чемпионом мира в тяжелом весе Рэнди Ортоном. Все закончилось потасовкой двух последних.
9 января 2012 года на Raw было объявлено, что Эдж войдет в Зал Славы WWE за день до Wrestlemania 28. В одном из интервью он сказал, что вводить его будет Кристиан. 31 марта Эдж был введён в Зал Славы WWE. 23 апреля вернулся на Monday Night Raw для того чтобы поговорить с Джоном Синой. 21 сентября вернулся на Friday Night SmackDown, где высказал недоумение по поводу парного чемпионства Кейна и Дэниела Брайана.
9 сентября 2013 года Эдж появился на Raw в Канаде, и провёл свою передачу The Cutting Edge с Дэниелом Брайаном, в ходе которой их прервали Ортон и Игрок, после чего группировка «Щит» вывела травмированного Кристиана. Затем Эдж ворвался в кабинет Игрока, и заявил что он ещё раз пройдёт медицинское обследование, чтобы встретиться с Игроком. 13 сентября на SmackDown! Эдж вновь появился в качестве ведущего своей программы «The Cutting Edge», где его гостями были Рэнди Ортон и Дэниел Брайан.
29 декабря 2014 года Эдж и Кристиан появилися на Raw, где стали генеральными менеджерами Raw. На этом шоу они провели «The Cutting Edge Peep Show» вместе с Сетом Роллинсом. На WWE Main Event от 30 декабря Эдж и Кристиан провели «The Cutting Edge Peep Show» с Адамом Роузом. 2 января на SmackDown! Эдж и Кристиан вновь были генеральными менеджерами.

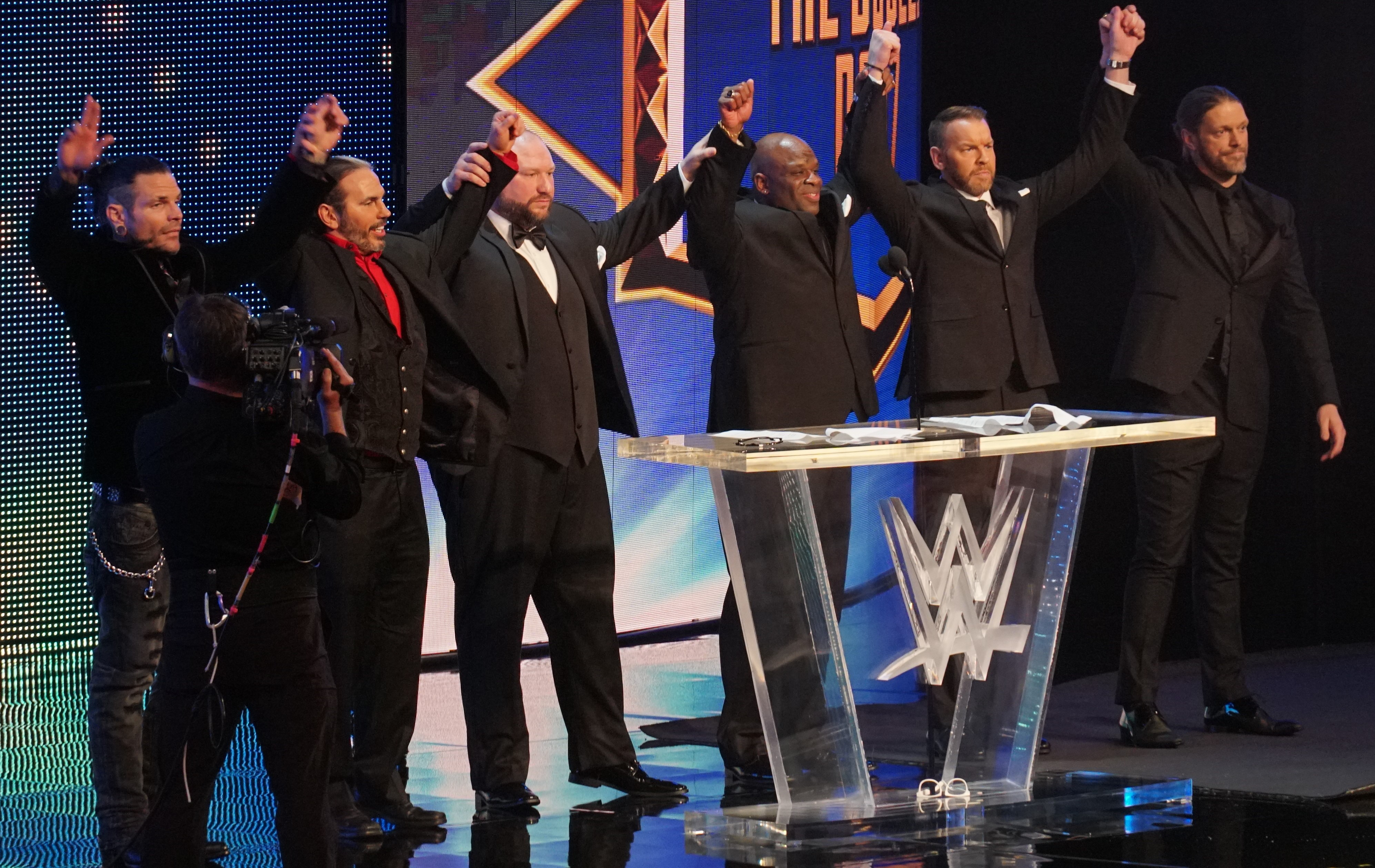
Джефф Харди, Мэтт Харди, Бубба Рэй, Дивон Дадли, Эдж и Кристиан на церемонии Зал Славы 2018.

7 сентября 2015 года Эдж и Кристиан появились в закулисном сегменте с Сетом Роллинсом на Raw. После записей Raw специально для пользователей WWE Network Стив Остин провёл подкаст с Эджем и Кристианом.
На Fastlane (2016) Эдж и Кристиан провели «The Cutting Edge Peep Show» с Командными чемпионами WWE The New Day (Кофи Кингстон, Ксавье Вудсом и Биг И), во время сегмента их прервала League of Nations (Альберто Дель Рио, Шеймус, Король Барретт и Русев). 5 ноября на 900 выпуске SmackDown Live Эдж провёл «The Cutting Edge» с командой SmackDown, пообщавшись с Рэнди Ортоном, Дином Эмброусом, Эй Джей Стайлзом, Брэем Уайттом и Шейном МакМэном, пока его не прервал Гробовщик.
7 апреля 2018 года Эдж и Кристиан поучаствовали в введении The Dudley Boyz в Зал Славы WWE. 16 октября на 1000 выпуске SmackDown Live Эдж провёл «The Cutting Edge» с Чемпионкой SmackDown среди женщин Бекки Линч.
На пре-шоу SummerSlam (2019) Эдж появился и провёл гарпун Элаясу.

#### Возвращение на ринг (2020—2022)
В начале января 2020 года в сети появились слухи о том, что Эдж был допущен врачами WWE к выступлением на ринге и подписал многолетний контракт с WWE, который включает в себя выступление на ринге. Эдж в своём Twitter-аккаунте дважды опроверг данную информацию.
На PPV Royal Rumble 2020 совершил своё возвращение на ринг, вошёл в Королевскую Битву под номером 21, элиминировал Эй Джей Стайлза, Люка Геллоуза и Рэнди Ортона и был элиминирован в финальной тройке Романом Рейнсом. Позже на официальной сайте WWE был перенесён из раздела «Выпускники» в раздел «Действующий ростер».
На первом выпуске Raw после Royal Rumble 2020 совершил своё появление, дабы поговорить с фанатами и обсудить своё возвращение на ринг WWE спустя 9 лет, его прервал Рэнди Ортон, который предложил Эджу объединится в команду «Rated-RKO», а затем неожиданно атаковал его и избил стулом из-за чего Эдж был доставлен в городской госпиталь.
Позже в сети появились нюансы контракта Эджа, по которому он будет проводить 5 матчей в год. Контракт рассчитан на 3 года и закончится в 2023 году.
На WrestleMania 36 провёл матч против Рэнди Ортона по правилам Last Man Standing и одержал победу.
На Backlash (2020) провёл матч-реванш против Рэнди Ортона и потерпел поражение. Позже было объявлено что Эдж получил травму по ходу матча и временно не сможет участвовать в матчах.
Очередное возвращение совершил на Royal Rumble 2021 и вышел под номером один. В финальной двойке остался против Рэнди Ортона, элиминировал его и выиграл вторую в своей карьере Королевскую Битву.
На финальном эпизоде SmackDown перед PPV Elimination Chamber Эдж появился на шоу и встретился лицом к лицу с чемпионом Вселенной WWE Романом Рейнсом. В конце шоу Роман Рейнс атаковал Эджа и провёл ему гарпун.
На Elimination Chamber (2021) Роман Рейнс защищал титул чемпиона Вселенной в матче против Дэниела Брайана, после успешной защиты Эдж провёл гарпун Роману Рейнсу и выбрал именно его в качестве своего оппонента на WrestleMania 37. Позже на оф.сайте WWE был официально подтверждён матч Романа Рейнса против Эджа за титул чемпиона Вселенной WWE.
На WrestleMania 37 Эдж провёл матч против Романа Рейнса и Дэниала Брайана за титул чемпиона Вселенной и потерпел поражение.

#### «Судный день» и последние выступления (2022—2023)
Незадолго до WrestleMania 38 Эдж, выигравший перед этим фьюды с Сетом Роллинсом и Мизом, внезапно решил обратиться к тёмной стороне. Он напомнил, что в свое время был участником группировки «Министерство Тьмы» и «Выводок», которые носили готический характер. Эдж бросил открытый вызов на матч на WrestleMania, намекнув при этом на несколько действующих рестлеров, упомянув их прозвища или фирменные фразочки. На вызов ответил Эй. Джей. Стайлс, который, к слову, ранее включил матч против Эджа в список своих дрим-матчей. Через неделю на Raw 28 февраля их матч был утвержден. Эдж мотивировал свой переход на тёмную сторону тем, что ему надоело угождать зрителям и выступать для них. Его больше интересовало что-то для себя. Противостояние со Стайлсом быстро вышло на личный уровень. Эдж требовал от Стайлса представить на WrestleMania самую сильную версию себя, а также он обвинял зрителей в том, что Стайлс является их героем именно потому, что он такой же недалёкий, простой и слабый как и фанаты WWE. Эдж стал одеваться в готическую одежду, сменил музыкальную тему, а чуть позже и прическу. Его выход в зал стали сопровождать фиолетовые и черные цвета, накануне WrestleMania появились намеки на то, что у Эджа появятся последователи. Сам матч на главном шоу года Эдж выиграл после того, как у ринга оказался Дамиан Прист, отвлекший Стайлза. Прист позже объяснил свое появление тем, что полностью согласен с позицией Эджа. В WWE быстро напомнили, что Прист годом ранее был одним из первых, кто поприветствовал вернувшегося Эджа. Они объявили, что берут на себя право оценивать и судить других рестлеров по их поступкам, а свою группировку назвали «Судный день». В названии были намеки на шоу 2009 года, на постере которого был Эдж, а также на прошлое Приста в инди-рестлинге, где он выступал под прозвищем «Каратель» (или Наказание — Punishment). На WrestleMania Backlash был назначен матч-реванш Эджа и Эй. Джей. Стайлса, причем по условиям Присту было запрещено находиться у ринга. В результате матч завершился тем, что у ринга появилась фигура в капюшоне, которая столкнула Стайлса с канатов, принеся победу Эджу. После матча выяснилось, что это была Рея Рипли, которая присоединилась к Эджу и Присту в «Судном Дне». Следующий матч группировка провела на шоу Hell in a Cell, это был редкий для WWE матч микст-трио: к двум участникам-мужчинам прибавилось по рестлерше. Успех снова был на стороне Эджа и его приспешников: «Гарпун» Эджа привел к тому, что он удержал Финна Балора. Но уже на следующий день Прист и Рипли предали Эджа после того, как Балор объявил о намерении присоединиться к «Судному дню». Эджа избили, и его пришлось увозить из зала на носилках.
2 июля на Премиум-шоу Money in the Bank было показано видео, в котором содержалась символика нескольких рестлеров. Всех их объединяло среди прочего то, что они были противниками Эджа в его предыдущих фьюдах, что породило слух о скором возвращении рестлера. После нескольких недель, в течение которых это и другие схожие промо показывали в эфире RAW на SummerSlam (2022) Эдж действительно вернулся, напав на представителей «Судного дня», чем он помог Рею и Доминику Мистерио одержать победу в матчеа. Через день на RAW Эдж принес свои извинения зрителям за своё поведение в течение предыдущих нескольких месяцев, а также ещё раз спас Мистерио от избиения после их матча против «Судного дня». Впрочем, в самом конце он ошибочно атаковал Доминика «Гарпуном» после того, как того толкнула в сторону Эджа Рипли. Через неделю Доминик не пожелал разговаривать с Эджем, оттолкнув его. Эдж же принял предложение Дамиана Приста провести матч на RAW 22 августа — шоу, которое должно пройти в Торонто. В родной Канаде к тому моменту Эдж не выступал на RAW почти 12 лет. Матч завершился победой Эджа после того, как он использовал нетипичный для себя прием — «Канадский разрушитель». От послематчевого избиения Эджа спасла жена Бет Финикс, схватившая стул и вынудившая участников «Судного дня» покинуть ринг. Противостояние привело к назначению командного матча на премиум-шоу Clash at the Castle, причем Рей Мистерио в нём объединился с Эджем — впервые за примерно 20 лет. Рей уговорил сына, что Эдж сможет достойно представить их сторону в этом матче, чем разочаровал младшего Мистерио. В итоге в этом матче Доминик сначала помог своей команде победить, однако после матча пнул Эджа в пах, а отца вырубил клоузлайном, совершив хилтёрн. На Raw 12 сентября «Судный День» снова жестоко избил Эджа, попытавшись травмировать его ногу, использовав стул. Эдж вернулся через две недели на Raw в Эдмонтоне и бросил вызов Финну Балору на матч по правилам «Я сдаюсь». Вызов был принят. С Финном Балором Эдж решил разобраться в матче 1х1 на шоу Extreme Rules, бросив ему вызов на матч «Я сдаюсь». В матч вмешивались приспешники Балора, однако Эдж отказывался сдаваться. Ему на помощь пришли Рей Мистерио и Бет Финикс, но именно это привело к поражению Эджа. Рея Рипли пригрозила ударить Бет Финикс стулом, и Эдж произнес слова «Я сдаюсь», чтобы спасти супругу. Несмотря на это Рипли всё равно ударила Бет стулом.
18 августа 2022 года Эдж победил Шимуса в своем родном городе Торонто, что стало его последним матчем в WWE, контракт с которой истёк 30 сентября.

### All Elite Wrestling (с 2023)
1 октября 2023 года Адам Коупленд, который больше не может использовать имя Эдж, поскольку оно принадлежит WWE, дебютировал в All Elite Wrestling (AEW) в конце шоу WrestleDream, спасая Стинга и Дарби Аллина от Кристиана Кейджа, Лучазавра и Ника Уэйна.
Во время пресс-конференции после мероприятия выяснилось, что Коупленд подписал контракт с AEW на полный рабочий день. 18 ноября, в одной команде со Стингом и Дарби Аллином, победил The Patriarchy (Кейдж, Лучазавр и Ник Уэйн) в командном матче из 6 человек.
1 января 2024 года, Коупленд победил Кейджа в матче за титул чемпиона TNT на Worlds End. Через несколько минут, когда Коупленда объявили победителем, на него же сзади напал Лучезавр, который, в свою очередь, дал шанс Кейджу вернуть титул. Последний этим шансом воспользовался. 20 марта Коупленд вернул себе титул в матче по правилам I Quit в главном событии Dynamite.
30 марта защитил титул TNT в матче против Мэтта Кардоны.

## Личная жизнь
В 1998 году Коупленд начал отношения с Аланной Морли, сестрой Шона Морли (он же Вэл Венис), и они поженились 8 ноября 2001 года. Они развелись несколько лет спустя, 10 марта 2004 года. Его второй брак был заключен с Лизой Ортис 21 октября 2004 года. Вскоре после женитьбы на своей второй жене Коупленд начал роман с коллегой-рестлером Эми Дюма (Лита), которая в то время была девушкой друга Коупленда по реальной жизни Мэтта Харди. Об отношениях между Коуплендом и Дюма стало известно в феврале 2005 года, в результате чего 17 ноября 2005 года Коупленд развелся с Ортис. 12 декабря 2013 года у Коупленда и бывшего рестлера WWE Бет Феникс родилась дочь, которую назвали Лирик Роуз Коупленд. 31 мая 2016 года родилась вторая дочь, которую назвали Руби Эвер Коупленд. Коупленд и Феникс поженились 30 октября 2016 года, когда Коупленду исполнилось 43 года.

## Титулы и достижения
- All Elite Wrestling
  - Чемпион TNT AEW (2 раза)
- Pro Wrestling Illustrated

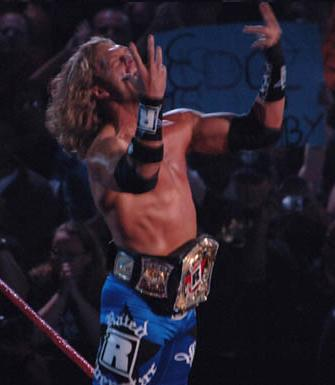
Эдж с титулом чемпиона WWE

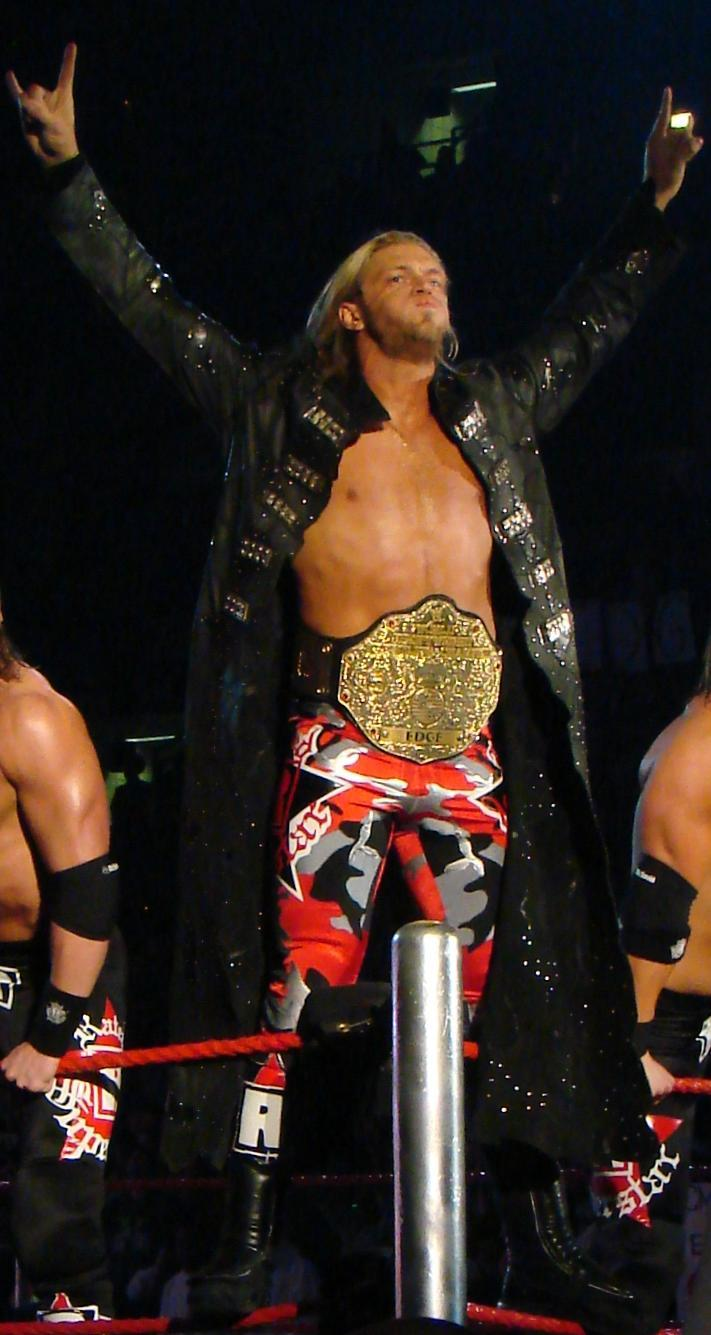
Эдж с титулом чемпиона мира в тяжёлом весе

  - Матч года (2000) с Кристианом против Братьев Харди (Мэтт и Джефф) и Братьев Дадли (Бабба Рэй и Ди-Вон) (Тройной командный матч с лестницами за титулы командных чемпионов WWF на WrestleMania 2000 2 апреля 2000 года)
  - Матч года (2001) с Кристианом против Братьев Харди (Мэтт и Джефф) и Братьев Дадли (Бабба Рэй и Ди-Вон) (матче TLC за титулы командных чемпионов WWF на WrestleMania Х-Seven 1 апреля 2001 года)
  - Самый прогрессирующий рестлер года (2001)
  - Возвращение года (2004)
  - Вражда года (2005) — с Литой против Мэтта Харди
  - Вражда года (2006) — против Джона Сины
  - Самый ненавистный рестлер года (2006)
  - Самый вдохновляющий рестлер года (2021)
  - PWI ставит его под № 2 в списке 500 лучших рестлеров 2007 года
    - № 42 в списке 500 лучших рестлеров за всю историю 2003 год
- World Wrestling Federation / World Wrestling Entertainment / WWE
  - Чемпион мира в тяжёлом весе (7 раз)[100]
  - Чемпион WWE (4 раза)
  - Интерконтинентальный чемпион WWE (5 раз)
  - Чемпион Соединённых Штатов WCW (1 раз)
  - Командный чемпион мира (12 раз) — с Кристианом (7), с Крисом Бенуа (2), с Халком Хоганом (1), с Рэнди Ортоном (1), с Крисом Джерико (1)
  - Командный чемпион WWE (2 раза) — с Реем Мистерио (1), с Крисом Джерико (1)
  - Четырнадцатый чемпион Тройной короны
  - Король ринга (2001)
  - Победитель матча Money in the Bank (2005, 2007)
  - Победитель «Королевской битвы» (2010, 2021)
  - Зал славы WWE (2012)
  - Награды Слэмми
    - Пара года (2008)
    - Oh Snap (2010)
    - Возвращение года (2020)
    - Противостояние года (2020)
- Wrestling Observer Newsletter
  - Команда года (2000) — с Кристианом
  - Матч года (2002) с Реем Мистерио против Криса Бенуа и Курта Энгла (командный матч за титулы командных чемпионов WWE на No Mercy, 20 октября 2002)
- Insane Championship Wrestling
  - Объединённый командный чемпион Средне-Западной ICW/MWCW — с Психопатом Джо Сампсоном
  - 2-кратный командный чемпион ICW в Уличных Драках — с Кристианом
- Outlaw Championship Wrestling
  - Командный Чемпион OCW — с Психопатом Джо Сампсоном
- Southern States Wrestling
  - Командный Чемпион SSW — с Кристианом

### Luchas de Apuesta
| Ставка | Победитель | Проигравший | Место             | Дата        | Шоу                 |
| ------ | ---------- | ----------- | ----------------- | ----------- | ------------------- |
| Волосы | Эдж        | Курт Энгл   | Нашвилл, Теннесси | 19 мая 2002 | Judgment Day (2002) |